# Lotus Flower (singolo)
Lotus Flower è un singolo del gruppo musicale inglese Radiohead, traccia numero cinque dell'ottavo album discografico della band, The King of Limbs (2011).
È stato eseguito per la prima volta dal vivo il 2 ottobre 2009 a Los Angeles da Thom Yorke con gli Atoms for Peace, in una versione differente rispetto a quella poi pubblicata.
Ha ricevuto le nomination nelle categorie "Miglior canzone rock" e "Miglior interpretazione rock" nell'ambito dei Grammy Awards 2012.

## Video
Il videoclip del brano è stato diffuso il 18 febbraio 2011 ed è diretto da Garth Jennings (membro degli Hammer & Tongs). Vede protagonista Thom Yorke che balla una coreografia di Wayne McGregor.
Il video ha ricevuto una nomination ai Grammy Awards 2012 nella categoria Best Short Form Music Video.

## Classifiche
| Classifica (2011)               | Posizione massima |
| ------------------------------- | ----------------- |
| Belgio (Fiandre)                | 65                |
| Belgio (Vallonia)               | 66                |
| Giappone                        | 53                |
| Regno Unito                     | 165               |
| Stati Uniti (adult alternative) | 20                |
| Stati Uniti (alternative)       | 33                |
| Stati Uniti (rock)              | 41                |